# Estació de Llorca-Sutullena
Llorca-Sutullena és una de les dues estacions de ferrocarril del nucli urbà de Llorca, juntament amb l'estació de Llorca-San Diego, i una de les quatre del municipi de Llorca. Està inclosa dins de la xarxa d'estacions d'Adif i part de la línia Múrcia-Llorca-Águilas del Ferrocarril de l'Almanzora. Està situada al costat de la Plaça Carruajes, pròxima al centre de Llorca i a la plaça de toros de Sutullena, una pedania del municipi de Llorca.
Tenen aturada els trens de la línia C-2 de rodalia de Múrcia-Alacant i és estació terme d'un tren Talgo procedent de Barcelona. Tres dels setze trens de rodalies que passen per aquesta estació procedents de Múrcia continuen fins al final de la línia, a Águilas; excepte en període estival on Renfe n'augmenta el nombre.

## Història
El 1876 se sol·licita una concessió del tram entre Alcantarilla i Llorca. Aquesta secció no arriba fins a Múrcia, ja que en aquell moment ja estava construït i en explotació la línia Chinchilla-Cartagena, que passa per Alcantarilla i Múrcia, i el tram comprès entre aquests dos punts podia així utilitzar-se. La concessió s'atorga, doncs, només entre Alcantarilla i Llorca. L'any 1889 s'inaugura l'estació de Llorca-Sutullena.
L'estació era una terminal fins que el 1890 es va inaugurar el tram Almendricos-Llorca, que va permetre que els trens circulessin entre Llorca i Águilas. Dos anys més tard, el 1892, es va inaugurar un breu tram de 171 metres que permetia la continuïtat de la línia des de Múrcia fins a Águilas, que després del tancament del Ferrocarril de l'Almanzora va esdevenir una línia de rodalia.

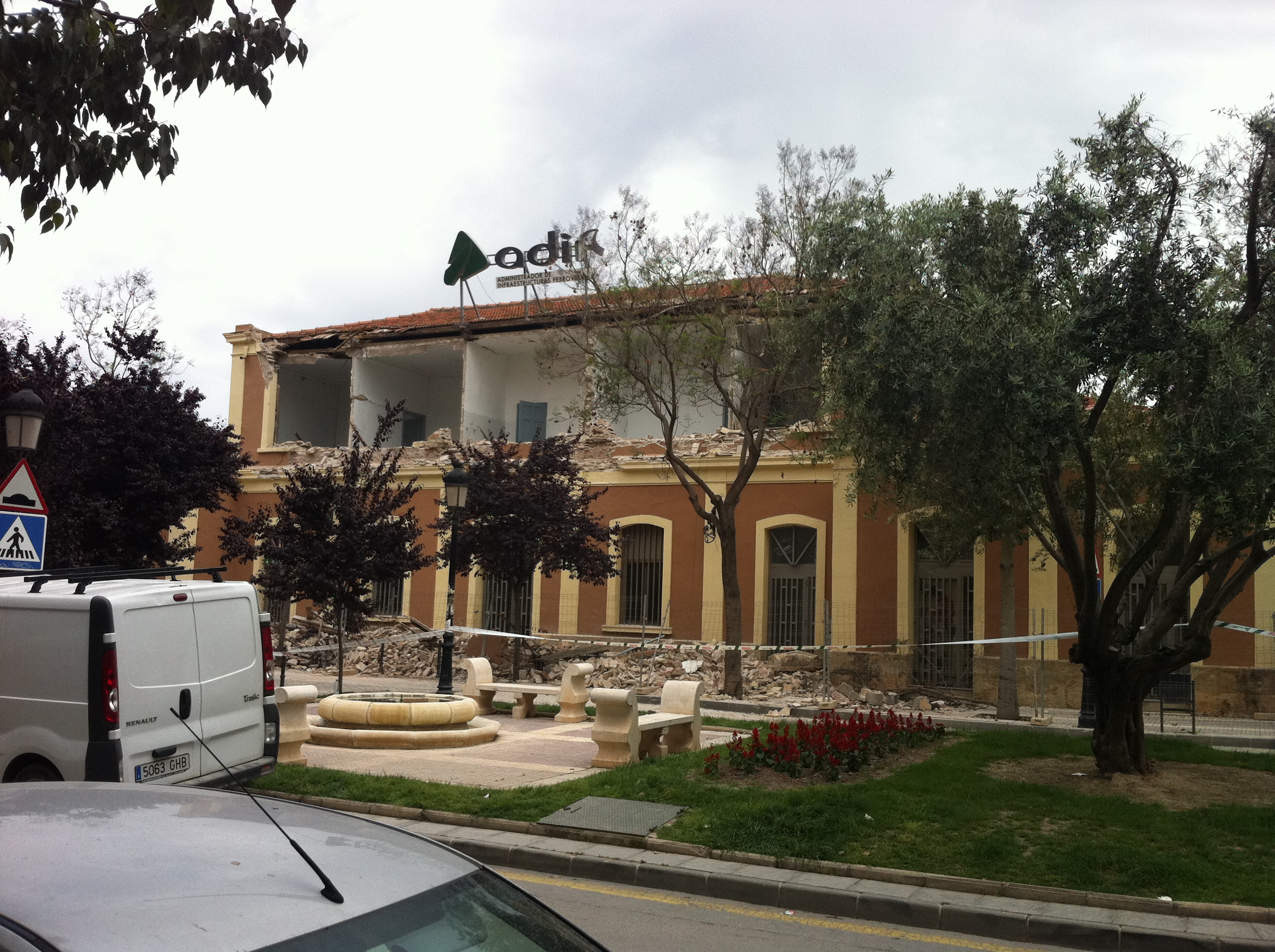
Estació després del terratrèmol de 2011.

L'11 de maig de 2011, Llorca va patir dos terratrèmols de 4,7 i 5,1 en l'escala de Richter. L'estació va quedar malmesa, sobretot en la part superior. La teulada, parets i finestres van caure per la força del sisme i pocs dies després tot el pis superior de l'estació va ser enderrocat per seguretat. Malgrat els danys es continuà donant servei als viatgers a la zona annexa a l'edifici històric. Els tècnics d'Adif van avaluar l'estació i van optar per la restauració de l'edifici, abans de la demolició.

## Serveis ferroviaris

### Llarga Distància
| Tipus de tren | >>          | Parades intermèdies | Observacions |
| ------------- | ----------- | --- | --- |
| Talgo Llorca  | Montpellier | Totana · Alhama de Múrcia · Múrcia del Carmen · Oriola · Elx-Parc · Alacant Terminal · Elda-Petrel · Villena · Xàtiva · València-nord · Castelló de la Plana · Benicàssim · Benicarló-Peníscola · Vinaròs · L'Aldea - Amposta - Tortosa · Salou · Tarragona · Barcelona-Sants · Girona · Figueras · Portbou · Cervera de la Marenda· Perpinyà · Narbona· Besiers | 1 tren al dia; en sentit contrari procedeix de Barcelona-Sants, ja que el procedent de Montpeller es dirigeix a Cartagena |

### Rodalies
| Procedència/Destinació             | <                         | Línia | >                | Procedència/Destinació |
| ---------------------------------- | ------------------------- | ----- | ---------------- | ---------------------- |
| Rodalia de Múrcia-Alacant de Renfe |                           |       |                  |                        |
| terminal Águilas                   | terminal Puerto Lumbreras | C-2   | Llorca-San Diego | Múrcia del Carmen      |